# Подъёмно-транспортные машины

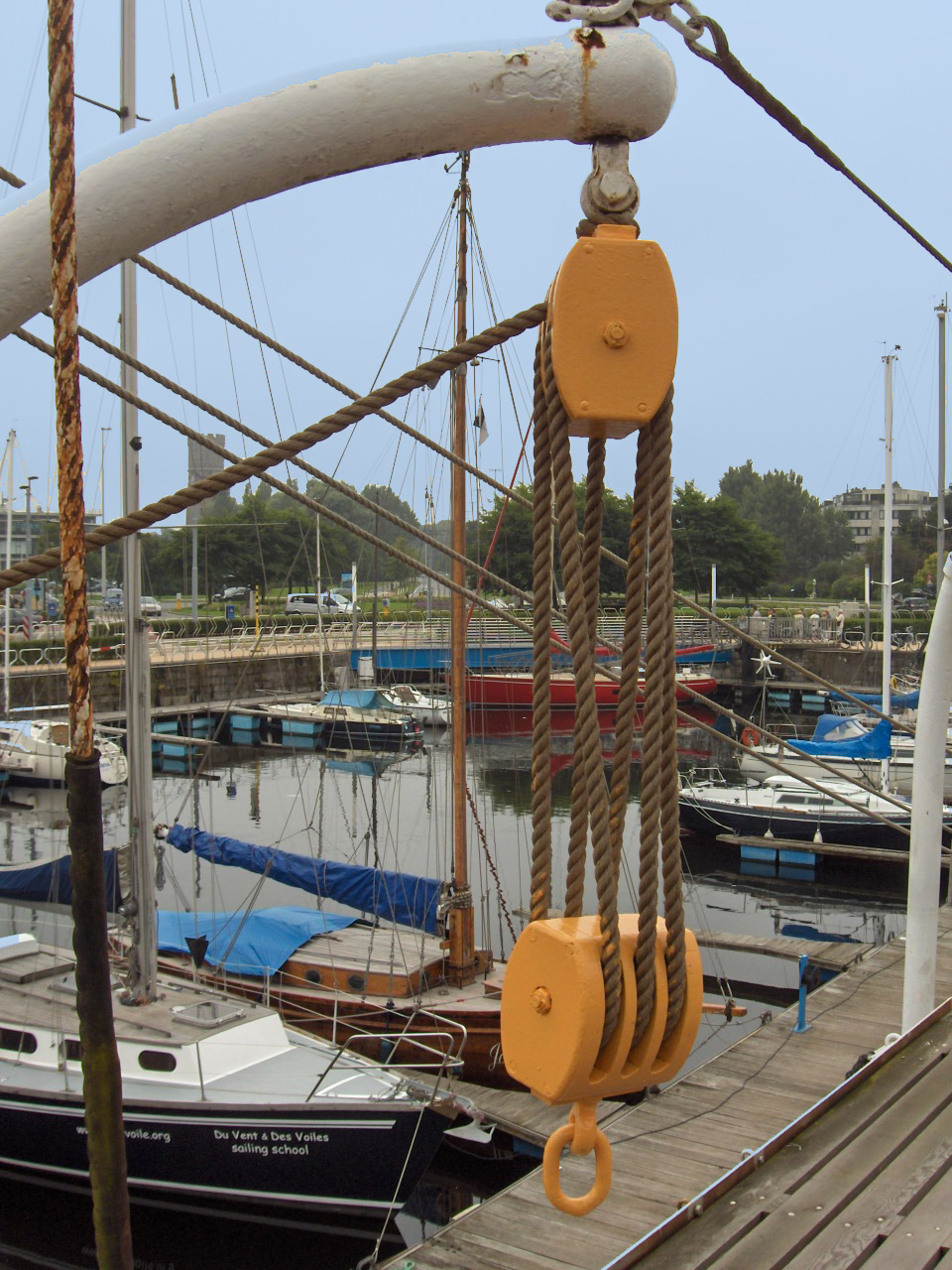
Полиспаст - механизм, используемый во многих подъемно-транспортных машинах.

Подъёмно-транспортные машины (сокр. ПТМ) — машины (устройства), предназначенные для перемещения грузов и людей в вертикальной, горизонтальной и наклонной плоскостях на относительно небольшие расстояния в пределах заводов, строительных площадок, портов, складов и т.п. ПТМ являются основным средством механизации подъёмно-транспортных и погрузочно-разгрузочных работ в промышленности, строительстве, на транспорте, в горном деле и в сельском хозяйстве.

## Классификация
Подъёмно-транспортные машины классифицируют по следующим признакам:
- По характеру перемещений и назначению
  - грузоподъёмные машины;
  - машины напольного транспорта;
  - машины подвесного однорельсового транспорта;
  - погрузочно-разгрузочные машины;
  - транспортирующие машины.
- По принципу действия
  - периодического (циклического) действия;
  - непрерывного действия.

## Разновидности
К подъёмно-транспортным причисляют следующие разновидности машин:
- Грузоподъёмные машины

- домкраты;
- лебёдки;
- краны;
- лифты;
- подъёмники;
- столы;
- тельферы.

- Транспортирующие машины

- багажная карусель;
- гравитационные устройства;
- канатные дороги;
- конвейеры;
- патерностеры;
- элеваторы;
- эскалаторы.

- Машины подвесного однорельсового транспорта

- подвесные электротягачи;
- электро- и автотележки.

- Машины напольного транспорта

- погрузчики;
- тягачи;
- штабелёры;
- электрокары.

- Погрузочно-разгрузочные машины

- погрузчики

- ковшовые погрузчики;
- вилочные погрузчики;

- разгрузчики

- автомобилеразгрузчики;
- вагоноопрокидыватели;
- инерционные разгружатели;
- пневморазгрузчики;
- разгрузочно-штабелёвочные машины;
- разгрузочные машины скребкового типа;

- другие

- краны;
- переносные и передвижные конвейеры;
- скреперы;
- экскаваторы.

К подъёмно-транспортным машинам могут быть также отнесены:
- Механизированные системы парковки автомобилей.

## Стандарты
- ГОСТ 18501-73 Оборудование подъемно-транспортное. Конвейеры, тали, погрузчики и штабелеры. Термины и определения
- РД 24.090.52-90 Подъемно-транспортные машины. Материалы для сварных металлических конструкций